# Heavy Liquid
Heavy Liquid – ósmy album amerykańskiej grupy The Stooges wydany w 2005 roku.

## Lista utworów

### Dysk pierwszy
1. "I Got a Right!" {no gtr solo}  – 3:39
2. "I Got a Right!" {Take #2 false start no gtr solo}  – 0:41
3. "I Got a Right!"  – 3:11
4. "Gimme Some Skin" {Instrumental}  – 2:42
5. "Gimme Some Skin"  – 2:50
6. "I Got a Right!" {Instrumental}  – 3:46
7. "I Got a Right!" {incl. Gtr Solo}  – 2:50
8. "I Got a Right!" {Retake #2 Inst., Leslied gtr, no solo, drums check}  – 4:14
9. "Louie Louie"  – 2:56
10. "I Got a Right!" {..Too Slow}  – 1:01
11. "I Got a Right!" {two false starts}  – 4:14
12. "I Got a Right!" {not leslied, no solo}  – 3:40
13. "Money"  – 2:38
14. "I Got a Right!" {false starts}  – 1:26
15. "I Got a Right!" {diff lyrics outro}  – 2:52
16. "I Got a Right!" {incl. Solo}  – 3:08
17. "I Got a Right!" {diff drums, incl. solo}  – 2:55
18. "I’m Sick of You!" {Bonus tracks Recorded London ’72}  – 6:54
19. "Tight Pants" {Bonus tracks Recorded London ’72}  – 2:12
20. "Scene of the Crime" {Bonus tracks Recorded London ’72}  – 2:54

### Dysk drugi
1. Raw Power (Take 1)
2. Raw Power (Take 2)
3. Head On Curve (Take 1)
4. Head On Curve (Take 2)
5. I Need Somebody-Sweet Child-I like the way you walk  – 17:00
6. Search & destroy
7. Can’t turn you loose 1.20
8. I Need Somebody (Version 2)  – 6:43
9. Head On Curve (Version 2)  – 6:50
10. Gimme Danger  – 7:50

### Dysk trzeci
1. Raw Power
2. Head On
3. Wild Love
4. Till the End of the Night
5. Cock in My Pocket
6. Gimme Danger
7. Death Trip
8. Search & Destroy
9. How It Hurts (Rubber Legs)
10. Johanna
11. Open Up & Bleed
12. Born in a Trailer
13. Jesus Loves the Stooges
14. She Creatures of the Hollywood Hills

### Dysk czwarty
1. Rubber Legs
2. Johanna
3. Cock in my pocket
4. Head on Curve
5. Cry for me/pinpoint eyes
6. Open up & Bleed
7. Rubber Legs #2

### Dysk piąty
1. Raw Power
2. Head On
3. Gimme Danger
4. Cock in my Pocket
5. Search & Destroy
6. I need Somebody
7. Heavy Liquid

### Dysk szósty
1. Raw Power 5.25
2. Head On 7.50
3. Gimme Danger 7.20
4. Search & Destroy 4.20
5. I Need somebody 5.05
6. Heavy Liquid 5.45
7. Cock in my pocket 3.15
8. Open up & bleed 11.40

### Dysk siódmy
1. Wet my bed 4.50
2. I got nothing 4.30
3. Head On 11.00
4. Open up & bleed 12.55
5. Dick Clark Interview